# Alexei Ionov
Alexei Sergeyevich Ionov (Kingisepp, 18 de fevereiro de 1989) é um futebolista russo que atua como atacante. Defende atualmente o FC Rostov.